# STRONG SOUL
「STRONG SOUL」（ストロング・ソウル）は、DEENの29thシングル。

## 概要
「東京ヴェルディ1969」の創立35周年イメージソングとなっている。コーラスには、選手も参加。
東京ヴェルディーの選手達に実際にインタビューをして、プロアスリートの意見を聞いて作品に反映させていった曲。

## 収録曲
1. STRONG SOUL
2. Summer Breeze
3. STRONG SOUL (Stadium mix)
4. STRONG SOUL (off vocal version)
5. Summer Breeze (off vocal version)

- 初回限定盤
  - New ALBUM レコーディングドキュメンタリー&LIVE track (DVD)

## 収録アルバム
- 『ROAD CRUISIN'』(#1)
- 『DEEN PERFECT SINGLES +』(#1)
- 『ナツベスト 〜DEEN SUMMER TIME MELODIES〜』(#2)(初回限定盤のみ)
- 『Another Side Memories〜Precious Best〜』(#2)
- 『DEENAGE MEMORY -20周年記念ベストアルバム-』(#1)
- 『DEEN The Best FOREVER 〜Complete Singles +〜』(#1)

## 参加ミュージシャン
1. 作詞:池森秀一 作曲:山根公路 編曲:DEEN&時乗浩一郎
2. 作詞&作曲:池森秀一 編曲:DEEN&時乗浩一郎

- ゲストミュージシャン
  - ハゼ(from PICK2HAND)：Drums(#1)
  - 沼澤尚：Drums(#2)
  - 酒井勇也(from PICK2HAND)：Electric Bass(#1)
  - 松原秀樹：Electric Bass(#2)
  - 勝田一樹(from DIMENSION)：Saxophone(#2)
  - 佐々木史郎：Trumpet(#1,2) 他...
- DEEN
  - 池森秀一：Vocal&Back-up Vocals
  - 山根公路：Keyboard,Back-up Vocals&Synthesizer Programing
  - 田川伸治：Guitar,Back-up Vocals&Synthesizer Programing
- Chorus
  - 三浦淳宏 (東京ヴェルディ1969)
  - 高木義成 (東京ヴェルディ1969)
  - 小野寺志保 (日テレ・ベレーザ)
  - 酒井與恵 (日テレ･ベレーザ)
  - 小林弥生 (日テレ･ベレーザ)
  - 森麻季 (日本テレビ) 他...